# Trogoderma ellipticum
Trogoderma ellipticum is een keversoort uit de familie spektorren (Dermestidae). De wetenschappelijke naam van de soort werd in 1942 gepubliceerd door Armstrong.